# ستار بحلولزاده
ستار بحلولزاده بحلول أوغلو - (بالأذرية: Səttar Bəhlulzadə) أحد الممثيلين الباريزين لمدرسة الرسم الأذربيجانية، تكريم عامل فني لأذربيجان، رسام الشعب لجمهورية أذربيجان (1963)، حائز على جائزة الدولة جمهورية أذربيجان الاشتراكية السوفيتية.

## حياته
ولد ستار بحلولزاده في قرية أميرجان باكو في 15 ديسيمبر، عام 1909. خريج من مدرسة الرسم في 1927، من مدرسة الرسم الأذربيجان، ومن الأكاديمية الروسية للفنون في 1933.
كان طالبا من مشاهير الفنانين مارك شاغال وفاورسكي. في 1931 -1933 تم أدرج رسومه الأولى في مجلة «كومونيست».
منح ستار بحلولزاده بوسام الراية الحمراء من حزب العمال وميداليات.
تُعرض أعماله في المتحف الوطني للفنون في أذربيجان باسم ر. مصطفاييف وفي غاليري الدولة في أذربيجان، وكذلك في متاحف موسكو والمدن ألاخر.
توفي ستار بحلولزاده في 14 أكتوبر، عام 1875 في موسكو. دفن بقرية أميرجان، تم بناء نصب تذكاري على قبره.

## إبداعه
بعد عودته من موسكو، الموضوعات التاريخية لعب دورا هاما في إبداعه، مثل ثورة بابك الخرمي، فتالي خان، ختات مير علي وغيرها.
تم تعريض دراسات أبشرون لبهلولزاده («مناجم بوزوفنا النفطية» و «أميرجان» وغيرها) في المعارض الفنية الجمهورية في 1946-1947.

## معرض صور

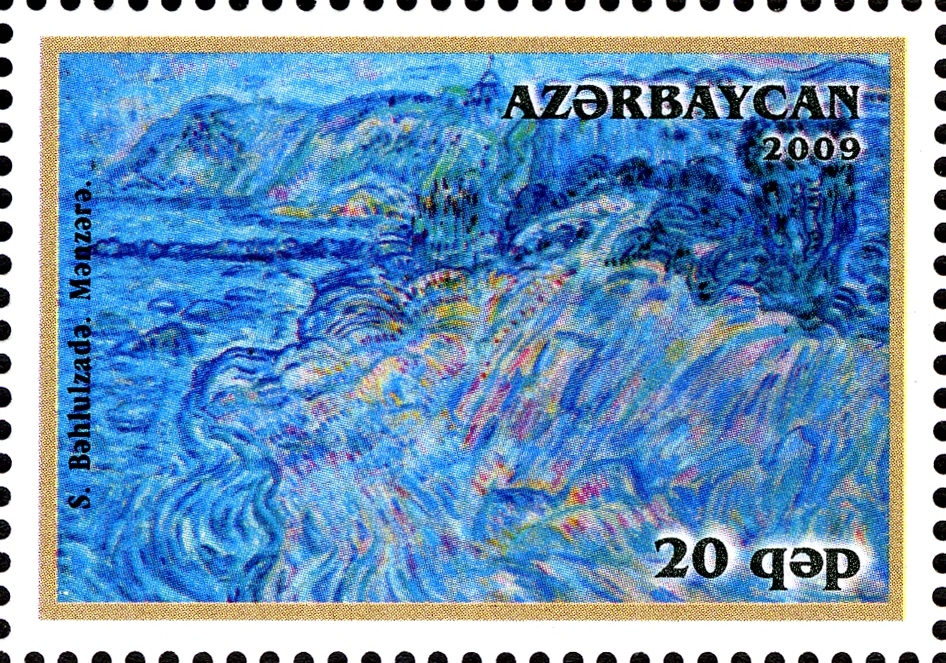
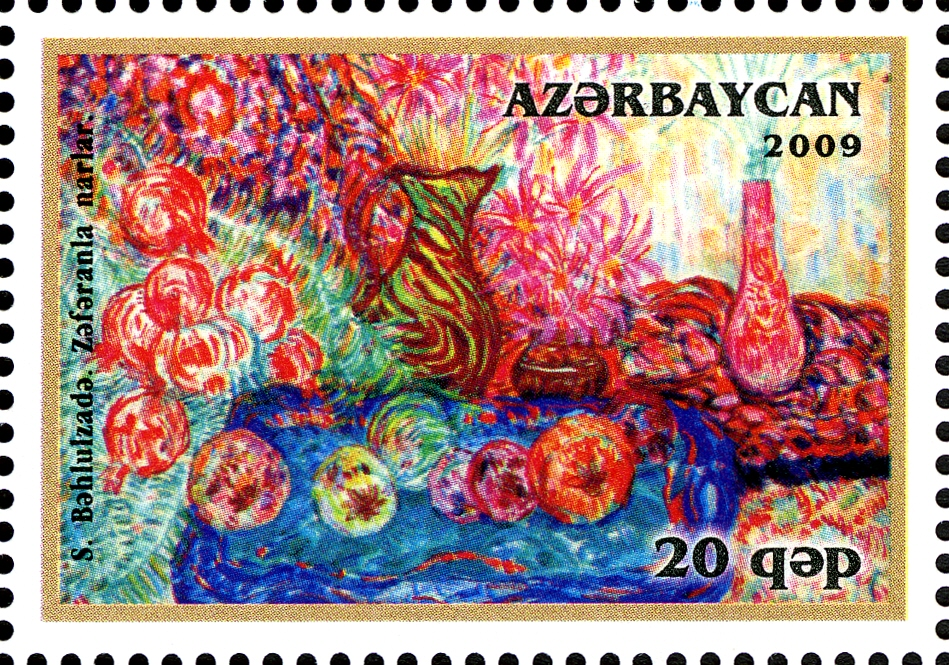
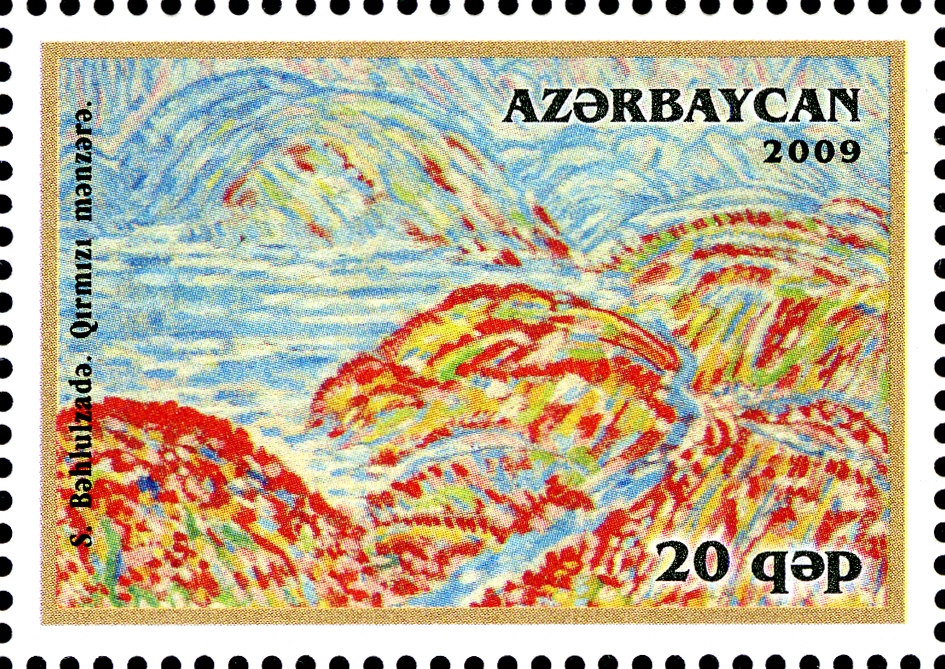
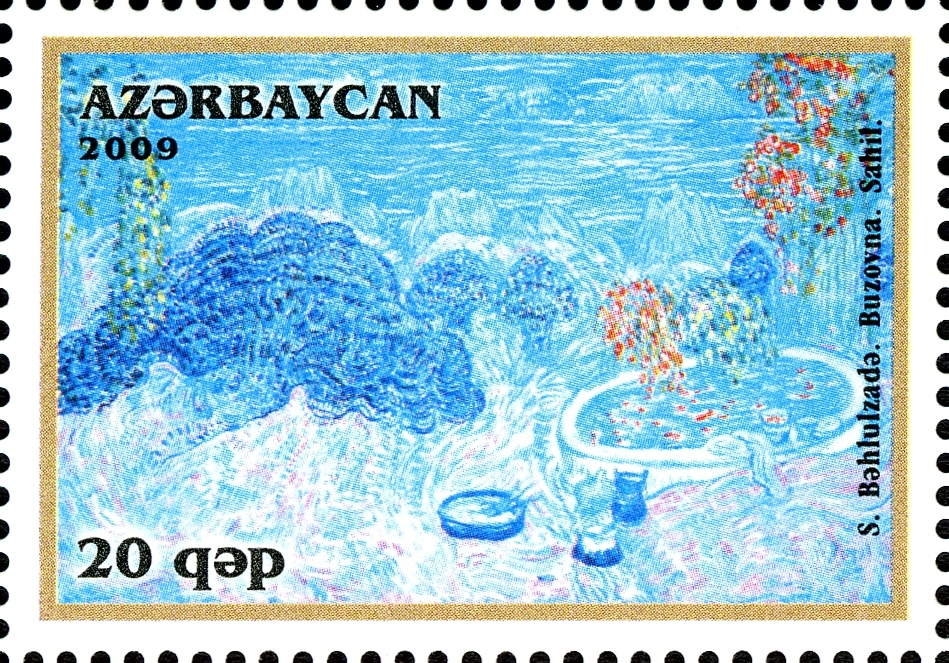
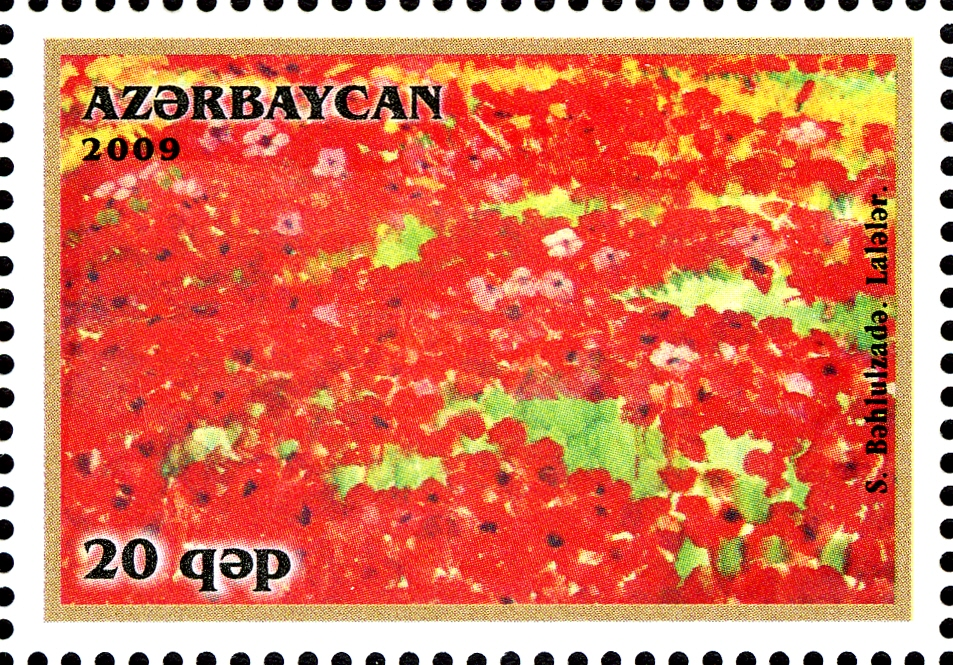
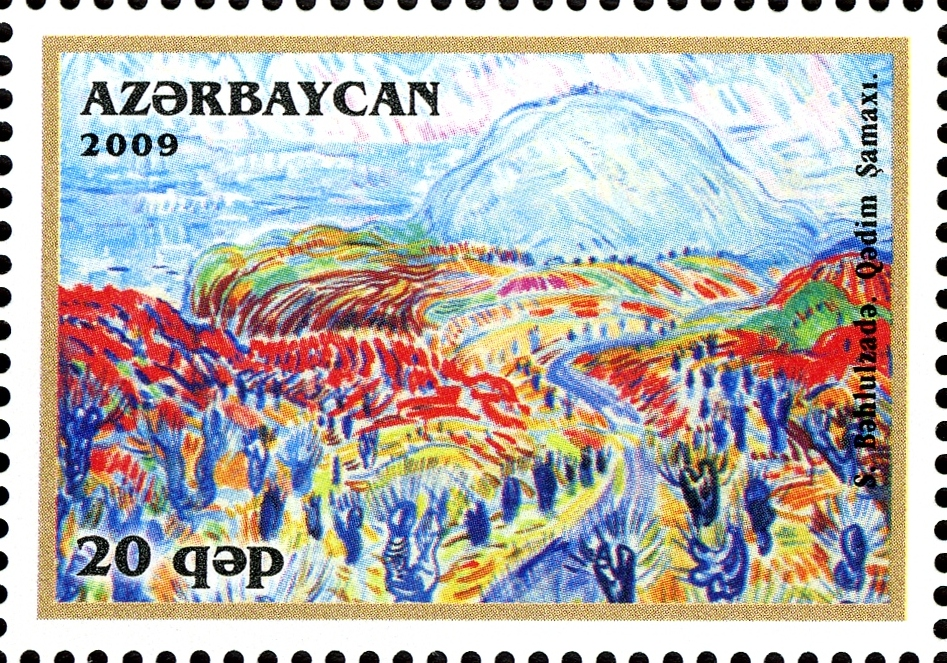

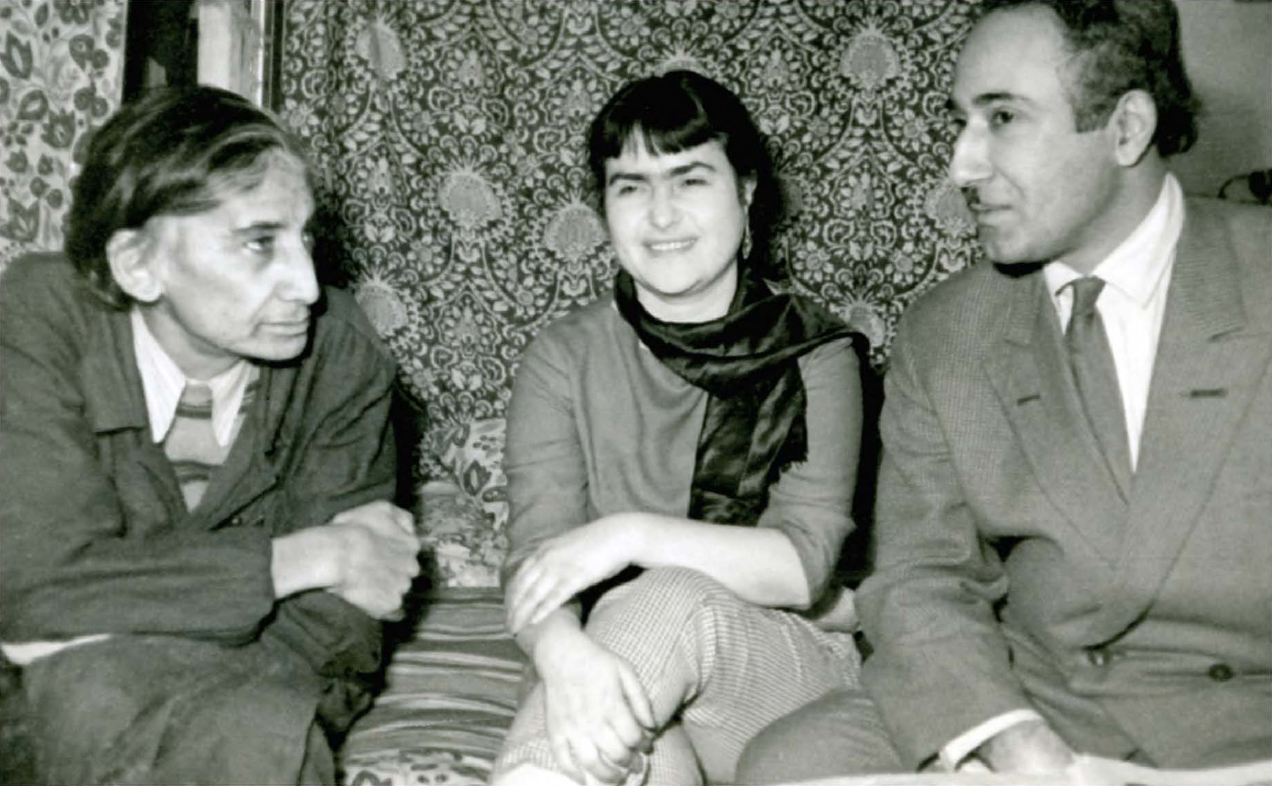
ستار بحلولزاده مع خالدة سفاروفا ومحمود تاغييف

## الوصلات الخاريجية
https://www.youtube.com/watch?v=PlS_wfOOYNc